# Tedzani Falls
Tedzani Falls är ett vattenfall i Malawi i floden Shire. Det ligger i den södra delen av landet. Tedzani Falls ligger 322 meter över havet. Intill finns ett kraftverk.
Omgivningarna runt Tedzani Falls är huvudsakligen savann.